# Nouzová antikoncepce

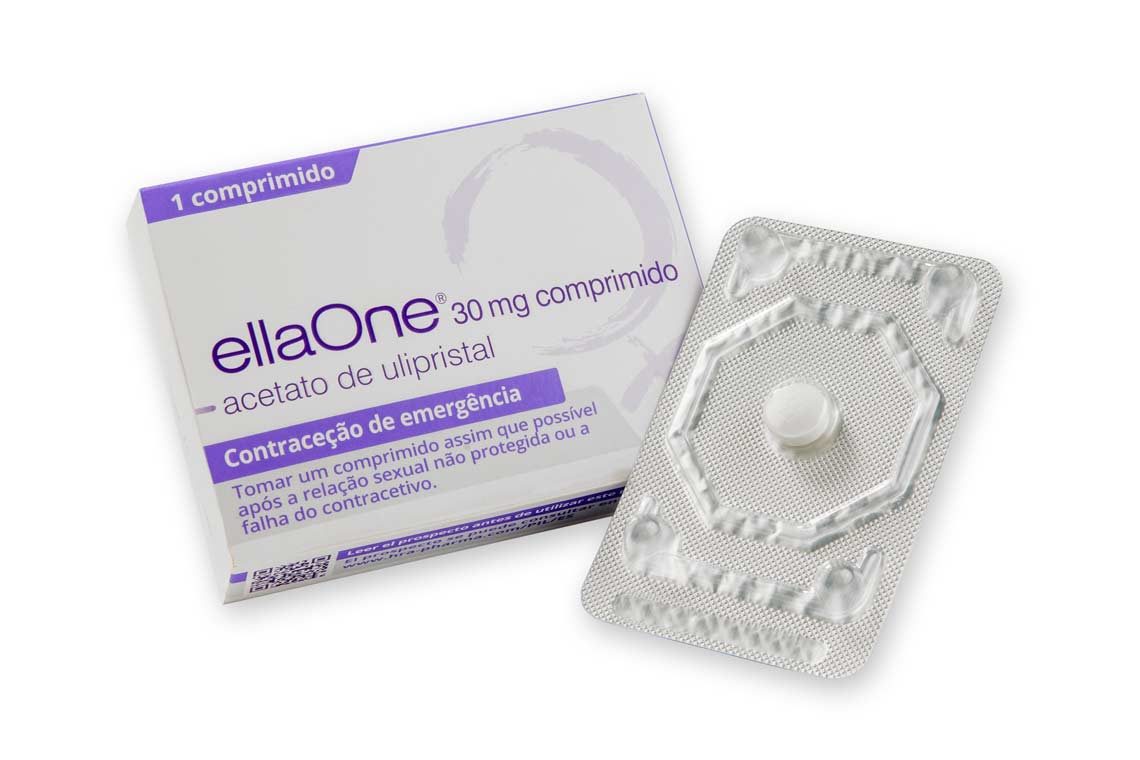
Pilulka s nouzovou antikoncepcí prodávaná v Portugalsku

Nouzová antikoncepce je antikoncepční prostředek, který se používá po pohlavním styku k zabránění otěhotnění.
Nouzová antikoncepce má různé podoby. Nouzové antikoncepční tablety, někdy označované jednoduše jako nouzová antikoncepce nebo pilulka po, jsou léky určené k přerušení nebo oddálení ovulace nebo oplodnění, které jsou pro otěhotnění nezbytné.
Nitroděložní tělíska – obvykle užívaná jako primární antikoncepce – jsou někdy používána jako nejúčinnější forma nouzové antikoncepce. Nicméně, použití nitroděložního tělíska jako nouzové antikoncepce je velmi vzácné.

## Definice
Nouzová antikoncepce je antikoncepce užívaná ke snížení rizika otěhotnění po nechráněném pohlavním styku nebo v případě, že jiná obvyklá metoda antikoncepce nezafungovala správně nebo nebyla správně používána. Je určena k příležitostnému použití a nejedná se o medikamentózní interrupci. Nouzová antikoncepce je poskytována ženám, které si nepřejí otěhotnět, ale měly nechráněný pohlavní styk v kterýkoli den menstruačního cyklu, od 21. dne po porodu nebo od 5. dne po interrupci či samovolném potratu. Mezi nouzové antikoncepční metody patří perorální tablety nebo zavedení měděného nitroděložního tělíska.

## Nouzové antikoncepční tablety
Nouzové antikoncepční tablety se někdy označují jako nouzová hormonální antikoncepce. Užívají se po nechráněném pohlavním styku nebo prasknutí kondomu.

### Typy
K dispozici je celá řada nouzových antikoncepčních tablet, včetně kombinovaných tablet s estrogenem a progestinem, tablet pouze s progestinem (levonorgestrel, LNG) a tablet s antiprogestinem (ulipristal acetát) nebo mifepristonem. Tablety obsahující pouze progestin a antiprogestin jsou k dispozici jako speciálně balené tablety pro použití jako nouzová antikoncepce. Nouzové antikoncepční tablety původně obsahovaly vyšší dávky stejných hormonů (estrogenů, progestinů nebo obou), které se nacházejí v běžných kombinovaných perorálních antikoncepčních tabletách. Kombinované tablery s estrogenem a progestinem se již nedoporučují jako speciální nouzové antikoncepční tablety (protože jsou méně účinné a způsují větší nevolnost), ale některé běžné kombinované perorální antikoncepční tablety (užívané po 2–5 tabletách pomocí „Yuzpeho metody“) se ukázaly být účinné i jako nouzová antikoncepce.
Výhradně progestinové nouzové antikoncepční tablety obsahují levonorgestrel, a to buď ve formě jedné tablety (nebo dříve jako dělenou dávku dvou tablet užívaných s odstupem 12 hodin), účinnou až 72 hodin po pohlavním styku. Nouzová antikoncepce obsahující pouze progestin se prodává pod různými obchodními názvy. V mnoha zemích (např. v Austrálii, Bangladéši, Bulharsku, České republice, Dánsku, Estonsku, Indii, Kanadě, na Kypru, Maltě, v Nizozemsku, Norsku, Portugalsku, Rumunsku, na Slovensku, v Jihoafrické republice, Švédsku a Spojených státech) je nouzová antikoncepce obsahující pouze progestin dostupná bez lékařského předpisu, v některých dalších zemích je dostupná na lékařský předpis.
Antiprogestin ulipristal acetát se používá ve formě mikronizované nouzové antikoncepční tablety, která je účinná až 120 hodin po pohlavním styku. Tyto nouzové antikoncepční tablety vyvinuté společností HRA Pharma jsou dostupný bez lékařského předpisu v Evropě a na předpis ve více než 50 zemích pod obchodními názvy ellaOne, ella (prodávaná společností Watson Pharmaceuticals ve Spojených státech), Duprisal 30, Ulipristal 30 a UPRIS.
Antiprogestin mifepriston (známý také jako RU-486) je dostupný v pěti zemích jako nízká nebo střední dávka nouzové antikoncepce, která je účinná až 120 hodin po pohlavním styku. Tablety s nízkou dávkou mifepristonu jsou dostupné v Arménii, Rusku, na Ukrajině a ve Vietnamu na lékařský předpis, v Číně pak bez předpisu. Tablety se střední dávkou mifepristonu jsou na předpis dostupné v Číně a ve Vietnamu.
Kombinované estrogenové (ethinylestradiol) a progestinové (levonorgestrel nebo norgestrel) tablety byly dříve dostupné jako speciální nouzové antikoncepční tablety pod několika obchodními názvy: Schering PC4, Tetragynon, Neoprimavlar nebo Preven (ve Spojených státech). Byly však staženy poté, co se staly dostupné účinnější nouzové antikoncepční tablety obsahující pouze progestin (levonorgestrel) s méně nežádoucími účinky. Pokud nejsou k dispozici jiné účinnější nouzové antikoncepční tablety (levonorgestrel, ulipristal acetát nebo mifepriston), lze užívat konkrétní kombinace běžných kombinovaných perorálních antikoncepčních tablet v dělených dávkách s odstupem 12 hodin (Yuzpeho metoda), které jsou účinné až 72 hodin po pohlavním styku.

### Účinnost
Ulipristal acetát a střední dávka mifepristonu jsou účinnější než levonorgestrel, který je účinnější než Yuzpeho metoda.
Účinnost nouzové antikoncepce se vyjadřuje jako procentuální snížení šance těhotenství při jednorázovém použití nouzové antikoncepce. Na příkladu tablet se „75% účinností“ se skutečná účinnost vypočítá takto: „tato čísla neznamenají 25procentní míru těhotenství. Znamenají spíše, že pokud má 1000 žen nechráněný pohlavní styk v prostředních dvou týdnech menstruačního cyklu, otěhotní přibližně 80 z nich. Užívání nouzových antikoncepčních tablet by toto číslo snížilo o 75 procent, tedy na 20 žen.“
Tablety pouze s progestinem (s použitím levonorgestrelu) mají 89% účinnost. Od roku 2006 vysvětluje označení na americkém přípravku Plan B tuto míru účinnosti slovy: "Sedm z osmi žen, které by otěhotněly, neotěhotní.".
V roce 1999 dospěla metaanalýza osmi studií kombinované (Yuzpeho) metody k závěru, že nejlepší bodový odhad účinnosti je 74 %. Analýza dvou největších studií kombinované (Yuzpeho) metody z roku 2003 s použitím jiné metody výpočtu odhadla účinnosti na 47 % a 53 %.
Účinnost nouzové antikoncepce je jak v případě tablet pouze s progestinem tak Yuzpeho metody nejvyšší, pokud je užita do 12 hodin po pohlavním styku, a s časem klesá. Podle Světové zdravotnické organizace může přiměřená účinnost trvat až 120 hodin (5 dní) po pohlavním styku.
U 10 mg mifepristonu užívaného do 120 hodin (5 dní) po pohlavním styku byla kombinovaným odhadem ze tří studií určena účinnost 83 %. Studie došla k závěru, že střední dávka mifepristonu je lepší než LNG nebo Yuzpeho metoda, přičemž hlavním nežádoucím účinkem většiny metod je opožděný návrat menstruace.
Společnost HRA Pharma v listopadu 2013 změnila informace na obalu přípravku Norlevo (levonorgesterel 1,5 mg, který je stejný jako mnohé jiné nouzové hormonální antikoncepce) s varováním, že lék ztrácí účinnost u žen, které váží více než 75 kg, a je zcela neúčinný u žen, které váží více než 80 kg.

### Bezpečnost
Nejčastěji hlášeným nežádoucím účinkem nouzových antikoncepčních tablet byla nevolnost, hlášená 14 až 23 % uživatelek tablet pouze s levonorgestrelem a 50,5 % uživatelek Yuzpeho metody; zvracení je mnohem méně časté a neobvyklé u nouzové hormonální antikoncepce pouze s levonorgestrelem (5,6 % uživatelek tablet pouze s levonorgestrelem oproti 18,8 % z 979 uživatelek Yuzpeho metody ve studii Světové zdravotnické organizace z roku 1998; 1,4 % z 2 720 uživatelek tablet pouze s levonorgestrelem ve studii Světové zdravotnické organizace z roku 2002). Tablety pouze s levonorgestrelem není běžně doporučováno užívat léky proti zvracení. Pokud žena zvrací do 2 hodin po užití nouzové hormonální antikoncepce s levonorgestrelem, měla by co nejdříve užít další dávku.
Dalšími častými nežádoucími účinky (každý z nich byl ve studiích Světové zdravotnické organizace z let 1998 a 2002 hlášen u méně než 20 % uživatelek tablet pouze s levonorgestrelem) byly bolesti břicha, únava, bolesti hlavy, závratě a citlivost prsou. Nežádoucí účinky obvykle odezní do 24 hodin, ačkoli dočasné narušení menstruačního cyklu se vyskytuje běžně. Pokud jsou tablety užívány před ovulací, mohou vysoké dávky progestagenu v léčbě levonorgestrelem vyvolat krvácení z vysazení progestagenu několik dní po vysazení tablet.
Jedna studie zjistila, že přibližně u poloviny žen, které užívaly nouzovou antikoncepci založenou na levonorgestrelu, došlo ke krvácení do 7 dnů po užití tablet. Pokud se levonorgestrel užívá po ovulaci, může prodloužit luteální fázi, a tím o několik dní oddálit menstruaci. Mifepriston, pokud se užije před ovulací, může oddálit ovulaci o 3–4 dny (opožděná ovulace může mít za následek opožděnou menstruaci). K těmto poruchám dochází pouze v cyklu, ve kterém byla nouzová antikoncepce užívána; délka následujícího cyklu není významně ovlivněna. Pokud se menstruace opozdí o dva a více týdnů, doporučuje se provést těhotenský test. (Dříve provedené testy nemusí poskytnout přesné výsledky.)
Probíhající těhotenství není kontraindikací z hlediska bezpečnosti, protože není známý žádný negativní účinek na zdraví ženy, průběh jejího těhotenství nebo plodu, pokud jsou tablety obsahující pouze progestin nebo kombinované tablety náhodně požity. Zároveň ale není nouzová antikoncepce vědomě indikována u žen, u kterých se o těhotenství ví nebo je předpokládáno, protože nouzová antikoncepce není účinná u žen, které jsou již těhotné.
Světová zdravotnická organizace neuvádí žádný zdravotní stav, u kterého by rizika nouzových antikoncepčních tablet převažovaly nad jejich přínosy. Americká pediatrická akademie a odborníci na nouzovou antikoncepci dospěli k závěru, že nouzové antikoncepční tablety obsahující pouze progestin jsou vhodnější než kombinované obsahující estrogen, a to zejména pro ženy s anamnézou krevních sraženin, mrtvice nebo migrény.
Neexistují žádné zdravotní potíže, při kterých by byly kontraindikovány nouzové antikoncepční tablety obsahující pouze progestin. Probíhající žilní tromboembolie, probíhající rakovina prsu nebo rakovina prsu v anamnéze, zánětlivé onemocnění střev a akutní intermitentní porfyrie jsou stavy, u nichž výhody užívání nouzových antikoncepčních tablet obecně převažují nad teoretickými nebo prokázanými riziky.
Nouzové antikoncepční tablety, stejně jako ostatní antikoncepce, snižují absolutní riziko mimoděložního těhotenství tím, že zabraňují otěhotnění, a u žen, které otěhotněly po užívání nouzových antikoncepčních tablet obsahujících pouze progestin, nedochází ke zvýšení relativního rizika mimoděložního těhotenství.

## Nitroděložní tělísko
Účinným nouzovým antikoncepčním prostředkem je měděné nitroděložní tělísko, které se obecně doporučuje do 5 dnů po nechráněném pohlavním styku nebo do 5 dnů po předpokládané ovulaci. Některé studie zjistily účinnost v prevenci otěhotnění až 10 dní po nechráněném pohlavním styku. Studie z roku 2021 zjistila, že hormonální nitroděložní tělísko je jako nouzová antikoncepce stejně účinné jako měděné nitroděložní tělísko, ačkoli ho lékaři k tomuto účelu nenabízejí.
Zavedení nitroděložního tělíska je účinnější než použití nouzových antikoncepčních tablet – míra těhotenství při použití nitroděložního tělíska jako nouzové antikoncepce je stejná jako při jeho běžném použití. Na rozdíl od nouzových antikoncepčních tablet, které působí tak, že oddalují ovulaci, měděné nitroděložní tělísko působí tak, že narušuje pohyblivost spermií. Měděné nitroděložní tělísko je proto jako nouzová antikoncepce stejně účinné pro všechny ženy bez rozdílu jejich hmotnosti. Nitroděložní tělísko může být po následující menstruaci po libovolně dlouhou dobu (12 let a více) ponecháno na místě jako trvalá antikoncepce.